# Lasserre-Pradère
Lasserre-Pradère is een gemeente in het Franse departement Haute-Garonne (regio Occitanie). De plaats maakt deel uit van het arrondissement Toulouse. 
Lasserre-Pradère is een fusiegemeente (commune nouvelle), ontstaan op 1 januari 2018 door samenvoeging van de gemeenten Lasserre en Pradère-les-Bourguets.

## Geografie
De oppervlakte van Lasserre-Pradère bedroeg 14,4 km² op 1 januari 2020. De gemeente telde toen 1622 inwoners wat een dichtheid van 113 inwoners per km² vertegenwoordigt.

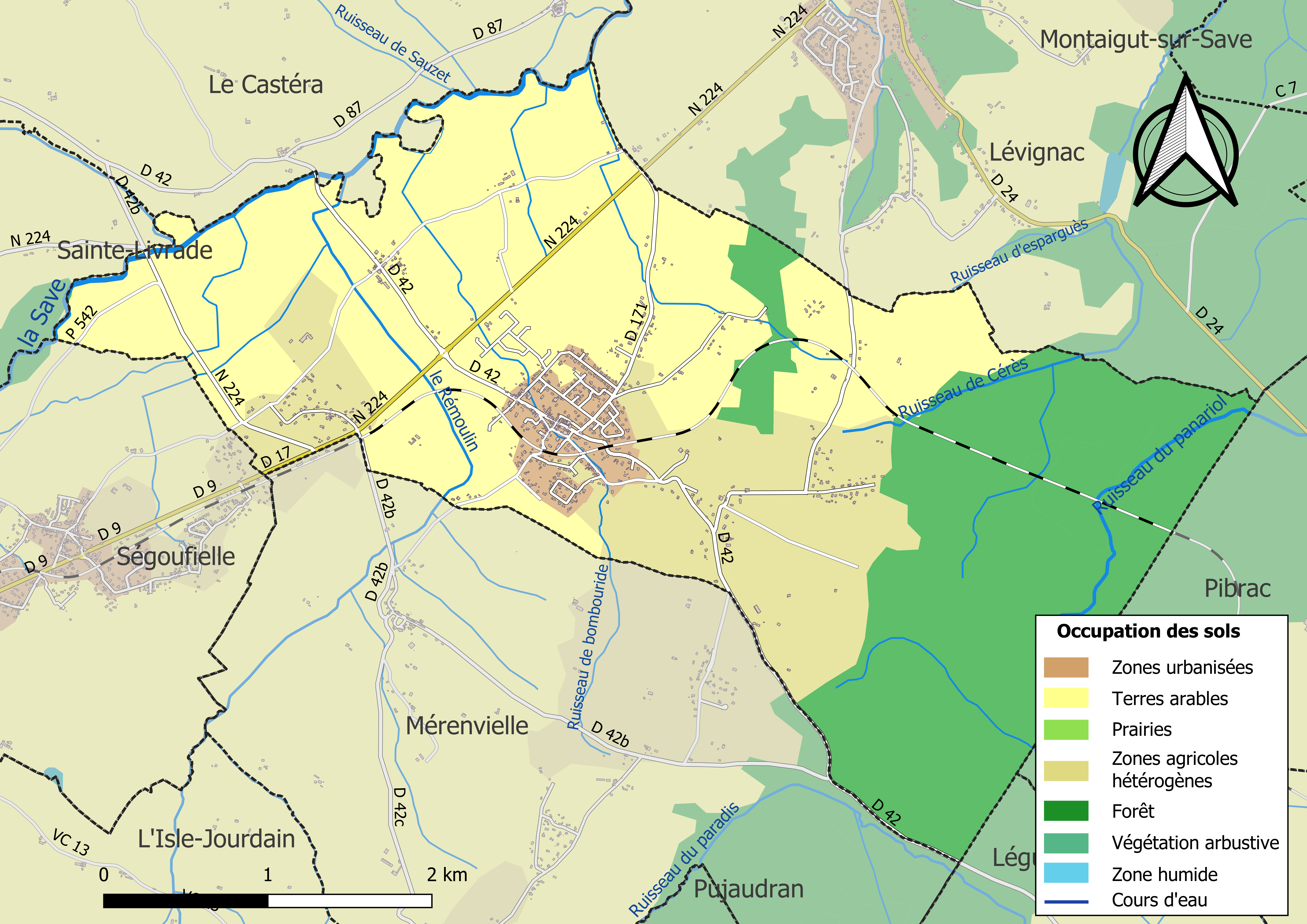
Kaart van de gemeente met belangrijkste infrastructuur, bodemgebruik en omliggende gemeenten

## Bezienswaardigheden
- Gotische Saint-Martinkerk
- Fôret de Bouconne
- Kasteel van Las Néous
- Molen van Pradère

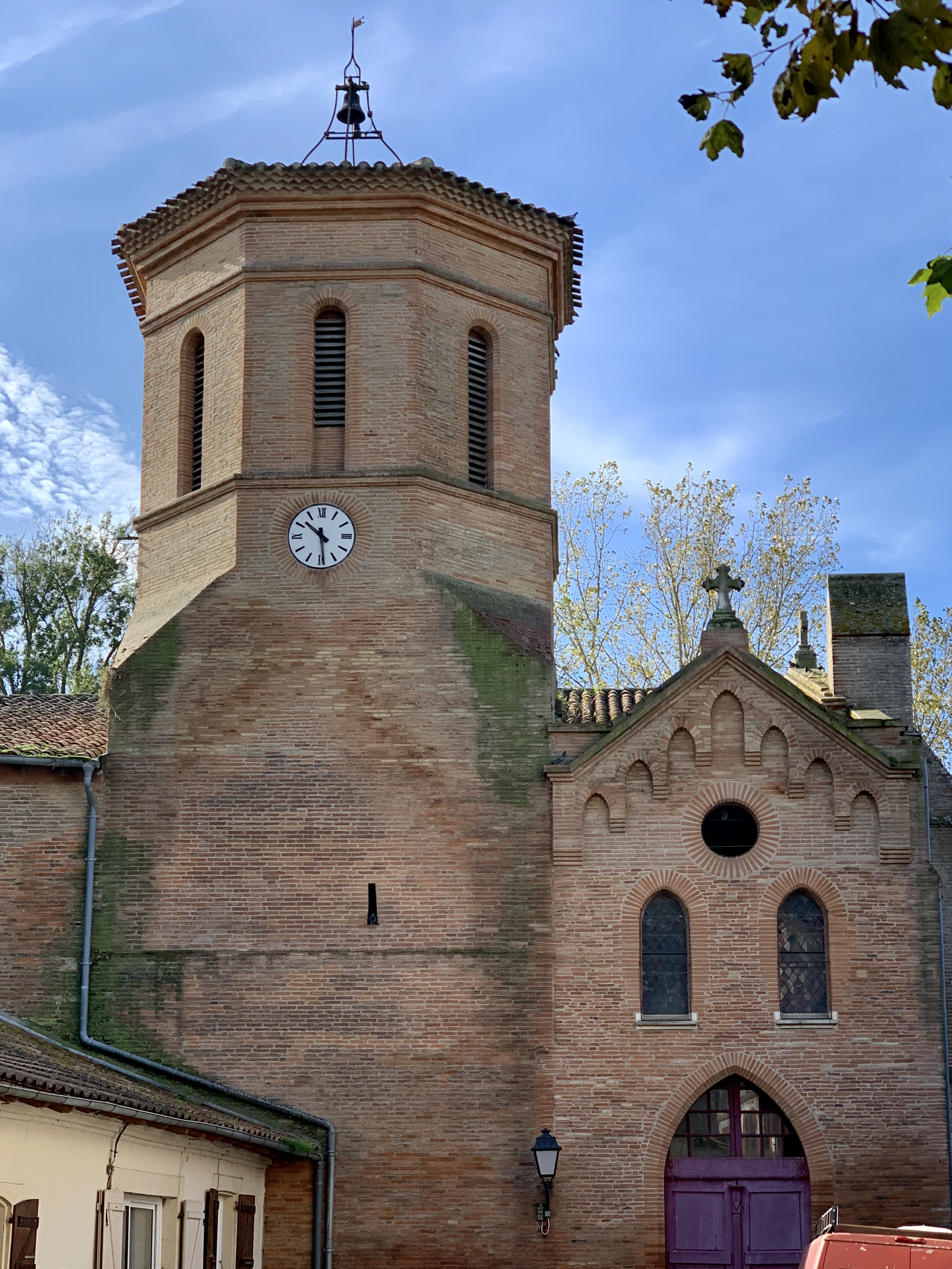
Kerk Saint-Martin
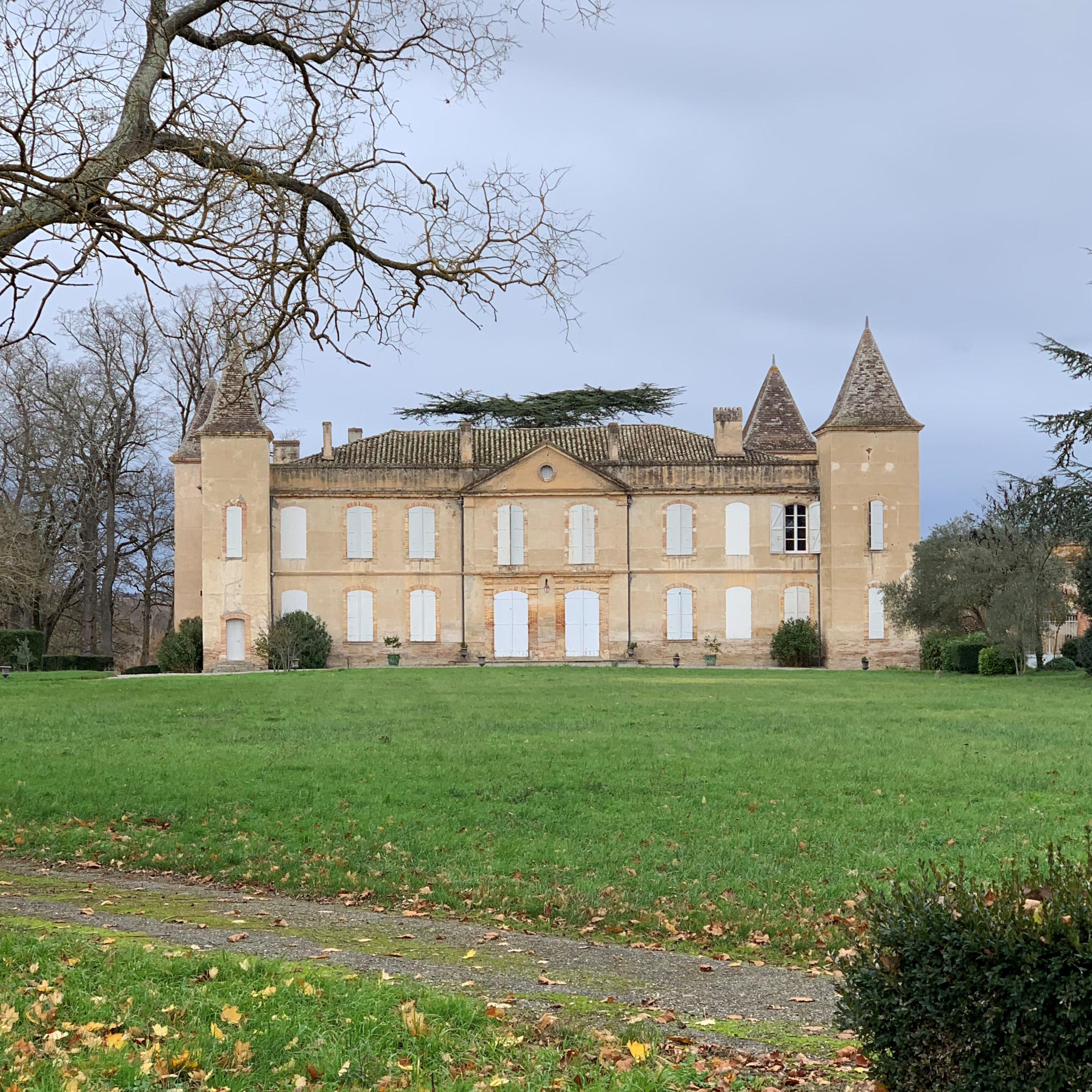
Kasteel van Las Néous
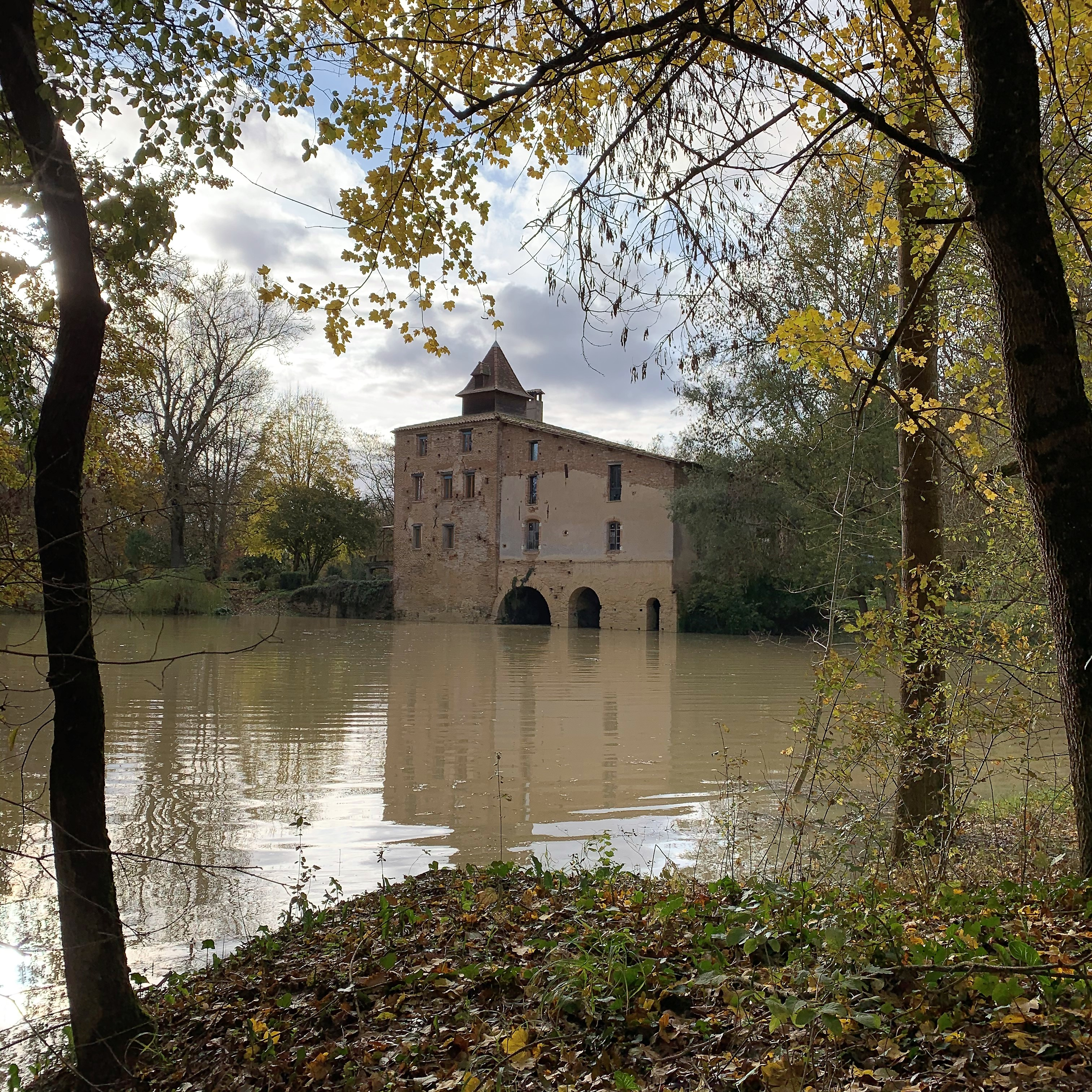
Molen van Pradère